# Central Station
La Central Station va ser un servei en línia de Sony Computer Entertainment Europe a Europa i Oceania per a PlayStation 2.
El servei permetia als usuaris tenir llistes d'amics, veure nous llançaments de jocs, llegir les últimes notícies de PlayStation, participar en esdeveniments i jugar a jocs en línia compatibles amb la Central Station per a les consoles PlayStation 2 i PlayStation Portable. El servei va funcionar com una alternativa oficial de Sony a intermediaris com GameSpy, afegint funcions semblants a Xbox Live o PlayStation Network.
El Network Access Disc (disc d'accés a la xarxa) permetia als usuaris establir una connexió a Internet i accedir al portal de la Central Station. A Espanya, el servei era compatible amb connexions de Telefónica.
La Central Station va ser substituïda per PlayStation Network, disponible a tot el món, després del llançament de la PlayStation 3. No és clar quan es va tancar aquest servei.

## Història
La història general de la Central Station no està clara a causa d'una documentació molt limitada. Malgrat això, s'han carregat i conservat en línia diferents discs d'accés a la xarxa. Aquests discs mostren que la Central Station va patir almenys dos canvis a la interfície d'usuari.
El novembre de 2004, Sony va donar nous discos als usuaris registrats al servei. Aquests discos incloïen una nova interfície d'usuari de configuració, un nou portal de la Central Station i el joc Hardware: Online Arena.
Sembla que el servidor de la Central Station també va ser utilitzat en alguns jocs de la PlayStation Portable, tot i que no hi ha proves que demostrin que els usuaris poguessin accedir al portal de la Central Station a aquesta consola.

## Funcionalitat
Per utilitzar la Central Station, els usuaris havien de registrar les seves consoles amb dos o tres codis diferents, segons el model de la consola. Aquests codis eren un codi d'accés a la xarxa (que es troba a l'embalatge del disc o de la consola), el número de model de la consola i el número de sèrie de l'adaptador de xarxa. Després de passar pel procés de registre, els usuaris rebien un codi PIN al correu que es podria introduir a la consola o al lloc web del Network Gaming Service.

## Jocs compatibles
Tots els jocs compatibles amb Central Station van ser publicats per Sony Computer Entertainment o una filial similar:
| Títol                                   | Any de llançament | Desenvolupador            |
| --------------------------------------- | ----------------- | ------------------------- |
| Amplitude                               | 2003              | Harmonix                  |
| Destruction Derby: Arenas               | 2004              | Studio 33                 |
| EverQuest Online Adventures             | 2003              | Sony Online Entertainment |
| Everybody's Golf 4                      | 2003              | Clap Hanz                 |
| EyeToy: Chat                            | 2005              | London Studio             |
| FORMULA ONE 04                          | 2004              | Studio Liverpool          |
| FORMULA ONE 05                          | 2005              | Studio Liverpool          |
| Hardware: Online Arena                  | 2003              | London Studio             |
| Jak X: Combat Racing                    | 2005              | Naughty Dog               |
| Killzone                                | 2004              | Guerrilla Games           |
| My Street                               | 2003              | Idol Minds                |
| Ratchet & Clank 3                       | 2004              | Insomniac Games           |
| Ratchet: Gladiator                      | 2005              | Insomniac Games           |
| SOCOM 3: US Navy SEALs                  | 2005              | Zipper Interactive        |
| SOCOM II: U.S. Navy SEALs               | 2003              | Zipper Interactive        |
| SOCOM: U.S. Navy SEALs                  | 2003 (EU)         | Zipper Interactive        |
| SOCOM: U.S. Navy SEALs Combined Assault | 2006              | Zipper Interactive        |
| Syphon Filter: Omega Strain             | 2004              | Bend Studio               |
| This is Football 2004                   | 2004              | London Studio             |
| Twisted Metal: Black Online             | 2001              | Incognito Entertainment   |
| WRC 4                                   | 2004              | Evolution Studios         |
| WRC Rally Evolved                       | 2005              | Evolution Studios         |